# Italiens Grand Prix 1975

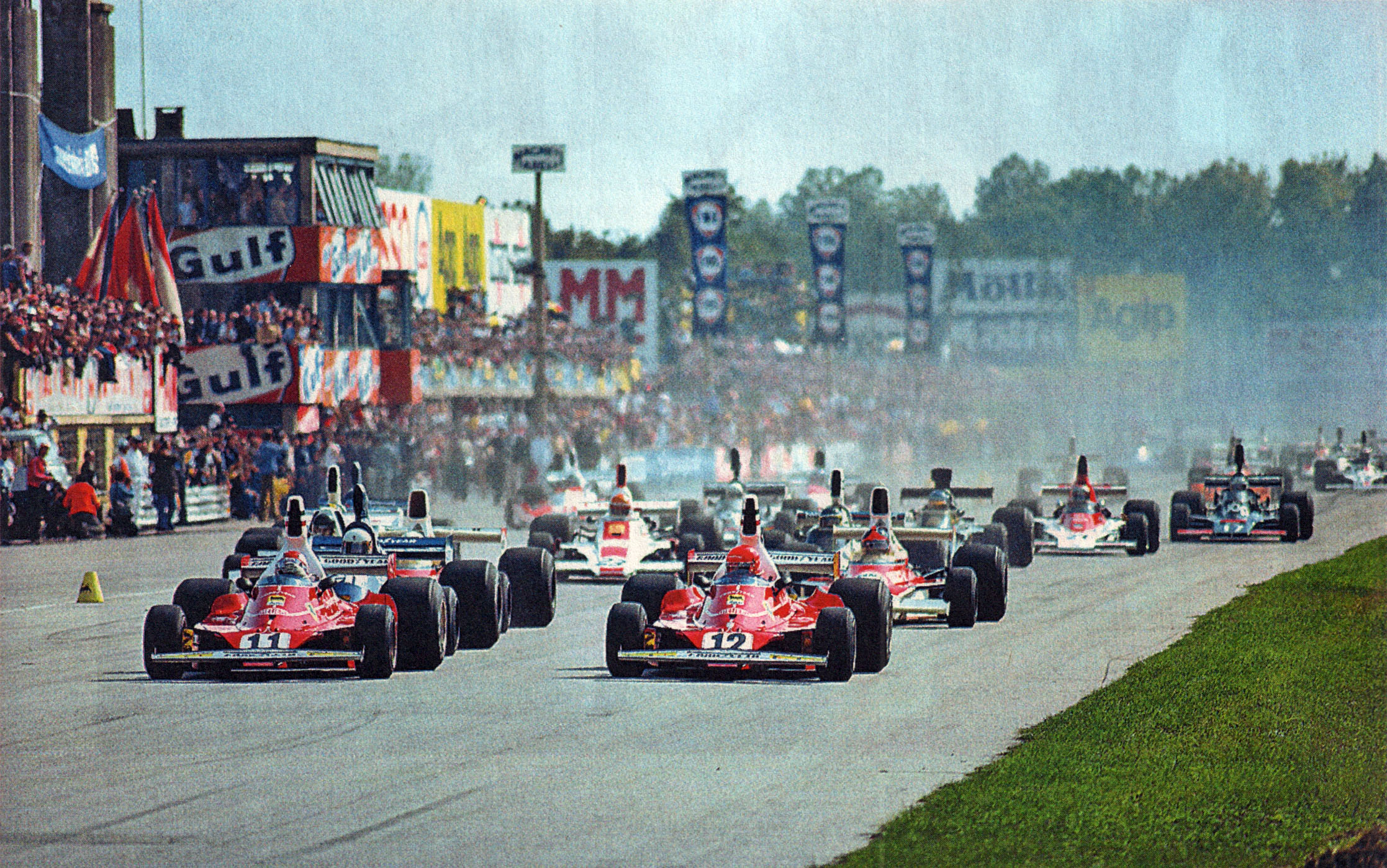
Starten av 1975 års italienska Grand prix.

Italiens Grand Prix 1975 var det trettonde av 14 lopp ingående i formel 1-VM 1975.  

## Resultat
1. Clay Regazzoni, Ferrari, 9 poäng
2. Emerson Fittipaldi, McLaren-Ford, 6
3. Niki Lauda, Ferrari, 4
4. Carlos Reutemann, Brabham-Ford, 3
5. James Hunt, Hesketh-Ford, 2
6. Tom Pryce, Shadow-Ford, 1
7. Patrick Depailler, Tyrrell-Ford
8. Jody Scheckter, Tyrrell-Ford
9. Harald Ertl, Warsteiner Brewery (Hesketh-Ford)
10. Brett Lunger, Hesketh-Ford
11. Arturo Merzario, Fittipaldi-Ford
12. Chris Amon, Ensign-Ford
13. Jim Crawford, Lotus-Ford
14. Renzo Zorzi, Williams-Ford

### Förare som bröt loppet
- Jean-Pierre Jarier, Shadow-Matra (varv 32, bränslepump)
- Lella Lombardi, March-Ford (21, olycka)
- Hans-Joachim Stuck, March-Ford (15, olycka)
- Jacques Laffite, Williams-Ford (7, växellåda)
- Carlos Pace, Brabham-Ford (6, gasspjäll)
- Rolf Stommelen, Hill-Ford (3, olycka)
- Jochen Mass, McLaren-Ford (2, olycka)
- Ronnie Peterson, Lotus-Ford (1, motor)
- Tony Brise, Hill-Ford (1, olycka)
- Mario Andretti, Parnelli-Ford (1, olycka)
- Vittorio Brambilla, March-Ford (1, koppling)
- Bob Evans, BRM (0, elsystem)

### Förare som ej kvalificerade sig
- Roelof Wunderink, Ensign-Ford
- Tony Trimmer, Maki-Ford